# Solenopsis tennesseensis
Solenopsis tennesseensis é uma espécie de formiga do gênero Solenopsis, pertencente à subfamília Myrmicinae.